# Wissadula indivisa
Wissadula indivisa är en malvaväxtart som beskrevs av R. E. Fries. Wissadula indivisa ingår i släktet Wissadula och familjen malvaväxter. Inga underarter finns listade i Catalogue of Life.